# Marianne Picard
Pour les articles homonymes, voir Picard (homonymie).
Marianne Picard (1er septembre 1929, Colmar  (Haut-Rhin) - 12 août 2006, Israël) est une historienne et éducatrice juive française, dont l'influence avec son époux Bernard Picard sera importante pour la communauté juive.

## Éléments biographiques
Marianne Schwab est née à Colmar le 1er septembre 1929,. Elle est la fille de Robert David Schwab, médecin (né le 11 octobre 1900) et de Marthe Samuel Schwab (née le 12 janvier 1904).
Marianne Schwab a deux frères jumeaux: Pierre (Shlomo) et Louis (Eliezer) nés le 19 mars 1932 et une sœur plus jeune, Danielle, née à Gueret (Creuse), le 6 décembre 1941.
La famille Schwab est sioniste, traditionnelle, mais non orthodoxe.
Marianne Schwab est étudiante au Lycée Camille Sée jusqu'au début de la guerre.

### La Seconde Guerre mondiale
De Vittel, la famille Schwab arrive à Limoges le 14 juin 1940.
En septembre 1940 le docteur Schwab rejoint sa famille et pratique comme médecin militaire à l'hôpital de Gueret (Creuse) jusqu'au début de novembre 1943.
Averti d'une rafle, la famille Schwab va trouver refuge dans une ferme louée dans un village isolé jusqu'à la fin de la guerre.
En 1945, c'est le retour à Colmar où le docteur Schwab reprend ses fonctions hospitalières.
La même année, Marianne Schwab épouse Bernard Picard, né en 1925, lui aussi originaire de Colmar.

### Études
Marianne Picard devient licenciée ès-lettres. Elle est diplômée d'études supérieures en histoire.

### L'École Lucien-de-Hirsch
Marianne Picard est directrice de l'École Lucien-de-Hirsch de 1966 à 1992, succédant à ce poste à son époux Bernard Picard (1950-1965). Ce dernier quitte Lucien-de-Hirsch pour prendre la direction de l'École Yabné.

### Israël
En 1992, Bernard et Marianne Picard font leur Alya en Israël.
Bernard Picard est décédé en 1998.
Marianne Picard est décédée en 2006.

## Œuvres
- Le statut des Juifs en 1940. Marianne Picard.

### Livres
- Marianne Picard. Juifs et judaïsme. Biblioeurope. 2002.  (ISBN 2905268026)
- Marianne Picard. Juifs et Judaïsme. tome 3: de 1492 à 1789. Biblioeurope. 2004.
- Marianne Picard. Juifs et Judaïsme. tome 2: de +70 à 1492. Biblioeurope. 2005.
- Marianne Picard. Juifs et Judaïsme. tome 1. De -700 à +70. Biblioeurope. 2006. (ISBN 978-2848-280745)

## Honneurs
- En novembre 2011 s'ouvre la Maison de l'Éspérance de Negba "Marianne et Bernard Picard" au sein de l'école Reshit dans le quartier de Kyriat Mena'hem de Jérusalem[8].